# 李啟言
李啟言（英語：Moses Li Kai Yin；1994年10月12日—），暱稱阿Mo，香港前男舞者。

## 簡介
李啟言是加拿大華裔家庭出身，在多倫多長大。父親李盛林是香港及加拿大牧師，曾於2006年至2016年擔任牧職神學院院長， 並曾參與2019年刊登於星島日報題為「化解暴力、止息暴力、重建信任、締造復和 全港基督徒有責」之廣告聯署。 李啟言有一個姊姊和一個哥哥。
2013年，李啟言高中畢業後考入香港城市大學。在O Camp的時候認識了未來的MIRROR成員盧瀚霆，和他一起參加舞蹈學會。2018年，他們參加了ViuTV選秀節目《Good Night Show 全民造星》，最終他在55強止步。盧瀚霆加入MIRROR後，他成為MIRROR的御用舞蹈員。
2021年，李啟言的女朋友COLLAR前成員蘇芷晴參加《全民造星IV》，李啟言亦有在比賽的時候幫助蘇芷晴編舞，到決賽的時候也幫她伴舞。

## 意外
2022年7月27日，MIRROR舉行第三場演唱會，李啟言以舞蹈員的身份作為表演。在7月28日，第4場演出的時候，一塊重600公斤的演唱會LED大屏幕突然鬆脫，擊中他的頭部，也重創了頸部。被送往伊利沙伯醫院治理，經檢查後有腦出血和頸椎第4節爆裂骨折，最壞情況是終身全身癱瘓。事件引發香港和國際媒體報道，遠至阿根廷也有媒體關注事件。

### 代禱信
李啟言入院治療之後，其父李盛林牧師與妻子從多倫多返回香港探望，并且自2022年8月起，每星期均透過家庭發展基金總幹事羅乃萱轉發代禱信， 交待李啟言的近況。

## 外部連結
- 李啟言的Instagram帳戶